# Krakow (Wisconsin)
Krakow es un lugar designado por el censo ubicado en el condado de Shawano en el estado estadounidense de Wisconsin. En el Censo de 2010 tenía una población de 354 habitantes y una densidad poblacional de 121,17 personas por km².

## Geografía
Krakow se encuentra ubicado en las coordenadas 44°45′31″N 88°15′40″O / 44.75861, -88.26111. Según la Oficina del Censo de los Estados Unidos, Krakow tiene una superficie total de 2.92 km², de la cual 2.92 km² corresponden a tierra firme y (0%) 0 km² es agua.

## Demografía
Según el censo de 2010, había 354 personas residiendo en Krakow. La densidad de población era de 121,17 hab./km². De los 354 habitantes, Krakow estaba compuesto por el 96.33% blancos, el 0% eran afroamericanos, el 0.85% eran amerindios, el 0.56% eran asiáticos, el 0% eran isleños del Pacífico, el 0% eran de otras razas y el 2.26% pertenecían a dos o más razas. Del total de la población el 0% eran hispanos o latinos de cualquier raza.